# Chad le Clos
Chad Guy Bertrand le Clos (* 12. dubna 1992, Durban, Jihoafrická republika) je jihoafrický plavec. Je držitelem dvou olympijských medailí z her v roce 2012. Specializuje se zejména na plavání stylem motýlek, účastní se nicméně také závodů polohových či volným stylem.

## Sportovní kariéra
V roce 2010 se prosadil na mezinárodním poli, když sklízel medaile z Her Commonwealthu, afrického mistrovství, olympijských her mládeže a v závěru roku také z vrcholné soutěže – mistrovství světa v krátkém bazénu, kde zvítězil na 200 metrů motýlek. V roce 2000 ještě studoval na střední škole a získal ocenění Daily News SPAR Sports Person pro nejlepšího sportovce mezi středoškoláky. O rok později na mistrovství světa skončil nejlépe pátý.

## Letní olympijské hry 2012
V prvním dnu soutěží skončil pátý v dlouhém polohovém závodě. O tři dny později nečekaně zvítězil na 200 metrů motýlek, když o 0,05 sekundy porazil Michaela Phelpse, kterého, jak předtím uvedl v médiích, považuje za sportovního hrdinu. Do finále se kvalifikoval i na krátké polohovce, ale šetřil síly na následující závod 100 metrů motýlek, kde cítil více šancí. Tam Phelpse sice neporazil, ale dělil se za ním o druhé místo s Rusem Jevgenijem Korotyškinem, s nímž dohmátl ve stejném čase.